# Komory, West Pomeranian Voivodeship
Komory [kɔˈmɔrɨ] (tiếng Đức: Kiefstücken)  là một ngôi làng ở quận hành chính của Gmina Będzino, trong Koszaliński, Zachodniopomorskie, ở tây bắc Ba Lan.
Trước năm 1945, khu vực này là một phần của Đức. Đối với lịch sử của khu vực, xem Lịch sử của Pomerania.